# ライリス・デ・ベイガ

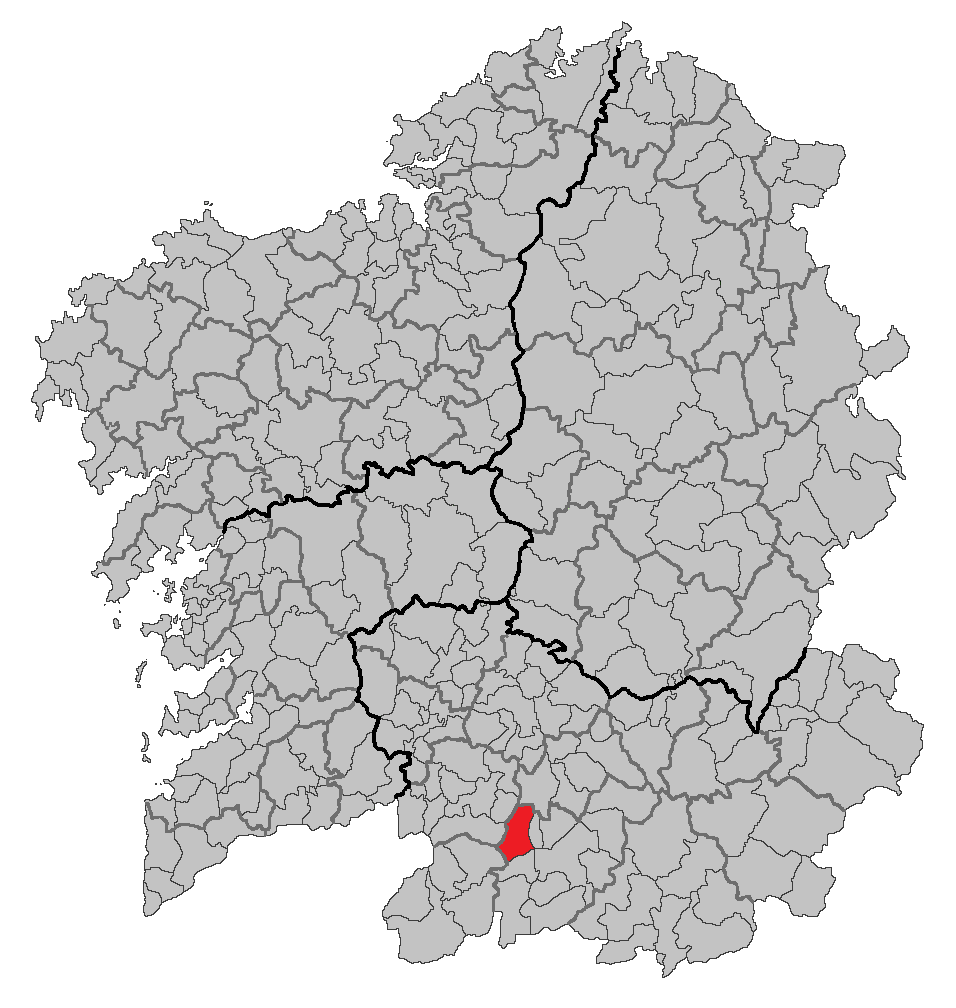

ライリス・デ・ベイガ（Rairiz de Veiga）はスペイン、ガリシア州、オウレンセ県の自治体。コマルカ・ダ・リミアに属する。スペイン国立統計によると、2010年の人口は1,673人（2009年：1,697人、2004年1,788人、2003年：1,767人）。住民呼称は規範では認められていないが、男女同形のveiguenseが使用される。
ガリシア語話者の自治体住民に占める割合は99.66％（2001年）。

## 地理
ライリス・デ・ベイガはオウレンセ県の南西部に位置し、コマルカ・ダ・リミアに属する。北はアジャリスと、東はビラール・デ・サントスと、南はポルケイラとバンデと、西はベレーアとア・ボーラの各自治体と隣接、自治体の中心はライリス・デ・ベイガ教区のライリス・デ・ベイガ地区にある。

### 人口
| ライリス・デ・ベイガの人口推移 1900－2010               |
|                                                         |
| 出典:INE（スペイン国立統計局）1900年 - 1991年、1996年 - |

## 政治
自治体首長はガリシア民族主義ブロック（BNG）のショセ・シャキン・ロドリゲス・アンブロシオ（Xosé Xaquín Rodríguez Ambrosio）、自治体評議員はガリシア民族主義ブロック：6、ガリシア国民党（PPdeG）：2、ガリシア社会党（PSdeG-PSOE）：1となっている（2007年の自治体選挙の結果、得票順）。 

## 天然記念物
- カルバージャ・ダ・ロチャ（Carballa da Rocha） - カルバージョ（Carballo）とはガリシアでもっとも普通に見られる樹木であるが、ガリシア語では、名詞の性によって、大きさが変わる（通常女性形は男性形より大きなものを意味する）。つまり、カルバージャとは大きなカルバージョのことで、そのことによって、このカルバージャ・ダ・ロチャと呼ばれる樹は、2007年3月1日自治政府シュンタ・デ・ガリシアによって天然記念物に指定された。

## 教区
ライリス・デ・ベイガは8の教区に分けられる。太字は自治体中心地区のある教区。
- カンダス（サン・マルティーニョ）
- コンゴストロ（サンタ・マリーニャ）
- ギジャミル（サント・アンドレ）
- ランパーサ（サンタ・マリーア）
- オルデス（サンタ・マリーア）
- ライリス・デ・ベイガ（サン・ショアン）
- サバリス（サン・ペドロ）
- サペアウス（サント・アドラーオ）